# Acupuntura
Acupuntura (português brasileiro) ou acupunctura (português europeu) (do latim acus - agulha e punctura - colocação) é uma forma de medicina alternativa e um ramo da medicina tradicional chinesa (MTC) no qual finas agulhas são inseridas no corpo do paciente. A medicina tradicional chinesa é uma pseudociência, pois suas teorias e práticas são baseadas em crenças contrárias ao conhecimento científico. A acupuntura foi declarada Patrimônio Cultural Intangível da Humanidade pela Unesco (Organização das Nações Unidas para a Educação, a Ciência e a Cultura) em 19 de novembro de 2010.
As conclusões dos principais estudos e revisões sistemáticas da acupuntura são inconsistentes, sugerindo que ela não é eficaz. Análise das revisões Cochrane mostra que a acupuntura não é eficaz para a maioria das condições médicas para as quais é usada, havendo apenas evidência de baixa qualidade sugerindo que talvez possa ser útil no tratamento de alguns tipos de dor crônica, mas sem ter efeito na origem da dor, e o efeito aparente provavelmente não é causado pelo tratamento.
Existem vários ramos de acupuntura, que tradicionalmente podem ser divididos em dois ramos principais: o que se baseia nos oito princípios da medicina tradicional chinesa, e o que se baseia na teoria dos cinco elementos. Ela é geralmente usada para alívio da dor, embora os acupunturistas digam que ela pode ser usada para tratar inúmeras outras doenças. Geralmente, a acupuntura é usada em combinação com outras formas de tratamento.
A acupuntura é geralmente segura quando praticada adequadamente por profissionais treinados usando agulhas esterilizadas ou de uso único. Quando aplicada corretamente, apresenta baixo grau de efeitos colaterais. Acidentes e infecções, no entanto, podem ocorrer, e costumam estar associadas a negligência do profissional, particularmente na esterilização da agulha. Um estudo de 2013 apontou que as infeções haviam aumentado na década precedente. Os mais frequentes efeitos adversos registrados foram pneumotórax e infecções. Como efeitos adversos sérios continuam a ser registrados, é recomendado que os acupunturistas sejam suficientemente treinados para reduzir esse risco.
A investigação científica não encontrou evidências histológicas ou fisiológicas para conceitos tradicionais chineses como qi, meridianos e pontos de acupuntura, e muitos praticantes modernos não apoiam mais a existência de uma energia vital qi ou de meridianos, os quais eram fundamentais nos sistemas iniciais de acupuntura. Acredita-se que a acupuntura surgiu por volta do ano 100 a.C. na China, quando foi publicado o "Clássico interno de Huang Di", embora alguns especialistas sugiram que ela possa ter sido praticada anteriormente. Ao longo do tempo, emergiram sistemas conflitantes de acupuntura no tocante aos efeitos do Céu, da Lua, da Terra, das energias yin-yang e dos ritmos corporais na efetividade do tratamento. A popularidade da acupuntura flutuou na China devido a mudanças na liderança política do país, e ao uso preferencial do racionalismo ou da medicina ocidental. Inicialmente, a acupuntura se difundiu para a Coreia no século VI. Em seguida para o Japão através de médicos missionários. Depois, para a Europa, inicialmente através da França. No século XX, conforme se expandiu para os Estados Unidos e países ocidentais, elementos espirituais da acupuntura que conflitavam com crenças ocidentais foram, ocasionalmente, abandonados em prol da simples colocação das agulhas nos acupontos.
O tratamento acupunterápico consiste no diagnóstico (igualmente baseado em ensinamentos clássicos da Medicina Tradicional Chinesa) e na aplicação de agulhas em pontos definidos do corpo - chamados de "Pontos de Acupuntura" ou "Acupontos" - que se distribuem principalmente sobre linhas chamadas "meridianos" ou "canais de energia", para obter diferentes efeitos terapêuticos conforme o caso tratado. Também são utilizadas outras formas de estimulação, estando entre as mais conhecidas a moxabustão (aplicação de calor sobre os acupontos ou meridianos). A estreita relação entre o uso das agulhas e da moxa, na acupuntura, fica evidente na tradução literal da expressão que, em chinês, designa acupuntura (Zhen Jiú - 针灸), sendo Zhen (针) agulha e Jiú (灸) fogo (ação de cauterizar). O leque de opções do acupunturista, entretanto, costuma ser bem mais amplo, podendo-se estimular os acupontos e meridianos com os dedos (do-in), instrumentos específicos semelhantes a um pente de osso ou jade (gua sha), ventosas (ventosaterapia), massagens (tui na) e outras técnicas como, por exemplo, a sangria. A acupuntura chinesa, por seu histórico milenar, acabou por desenvolver escolas específicas em países próximos da China, dando origem ao shiatsu (espécie de massagem) no Japão e a estimulação nos denominados microssistemas do corpo a exemplo da auriculoterapia.
Com as tecnologias modernas, a acupuntura vem agregando recursos como a eletricidade (eletroacupuntura, ryodoraku), estimulação com laser, agulhas mais seguras e práticas, cristais stiper (Stimulation and Permanency - Estimulação Permanente), esferas banhadas a ouro, prata e novos materiais (substituindo as raras agulhas destes metais) ou estimulação com a sucção de ventosas de vidro, material plástico ou acrílico com válvulas de pressão ou ventosas de borracha, porém sempre observando os mesmos princípios da Medicina Tradicional Chinesa.
O raciocínio que se desenvolve na verificação e tratamento dos problemas práticos apresentados nos consultórios é baseado em conceitos ultrapassados e incompatíveis com o conhecimento científico atual,. como os cinco elementos (Wu Xing), o Tao (道), o equilíbrio entre yin e yang, o fluxo de chi ("氣") (a grosso modo traduzido como energia vital) e xué (a grosso modo traduzido como sangue), zang (traduzido como "órgão" por inexistência de palavra adequada) e fu (literalmente "oco", mas geralmente traduzido como "víscera").
Por outro lado, os maiores entraves à sua compreensão como ciência são exatamente essas crenças tradicionais, para as quais ainda não há consenso quanto às formas de investigação experimental, além da sua referida descrição e pesquisa histórico-antropológica de práticas e textos tradicionais. As aplicações mais específicas vêm se desenvolvendo com o uso da acupuntura nos diversos campos da área de saúde. No Brasil, é uma prática livre, autorizada pelo Ministério da Saúde, para ser integrado em Práticas Integrativas e Complementares em Saúde (PICS), sendo obrigatório apenas o título de Formação ou de Especialização, segundo o reconhecimento de cada conselho profissional.

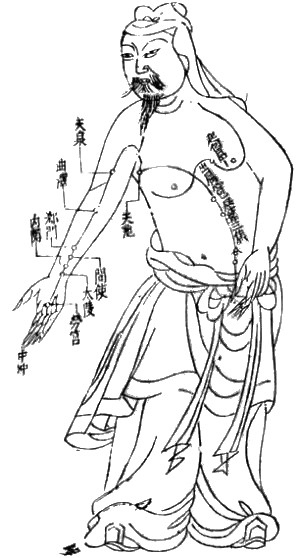
Pontos de acupuntura (Dinastia Ming)

## Prática clínica
A acupuntura é uma forma de medicina alternativa. É usada comumente para alívio da dor, embora também seja usada para tratar várias outras doenças. Geralmente, é usada em combinação com outras formas de tratamento. Por exemplo, a Sociedade Estadunidense de Anestesiologistas afirma que ela pode ser considerada no tratamento de dores lombares não específicas e não inflamatórias, desde que conjuntamente com a terapia convencional. De acordo com a Fundação Mayo, uma típica sessão consiste em enfiar de cinco a vinte agulhas no corpo do paciente; na maioria dos casos, as agulhas ficarão de dez a vinte minutos inseridas no corpo do paciente. Pode ser associada com a aplicação de calor, pressão ou laser. Classicamente, a acupuntura é individualizada e baseada na filosofia ou intuição, e não em pesquisa científica. Também existe uma terapia não invasiva desenvolvida no início do século XX no Japão usando outros instrumentos diferentes da agulha no tratamento de crianças (shōnishin ou shōnihari).
A prática clínica varia de acordo com o país. Uma comparação da média de pacientes tratados por hora mostrou diferenças significativas entre a China (dez) e os Estados Unidos (1,2). Frequentemente, é usada fitoterapia chinesa. Existem vários métodos de acupuntura, que usam diferentes filosofias. A acupuntura tradicional envolve inserção de agulhas, moxabustão e ventosaterapia, e pode ser acompanhada por outros procedimentos como sentir o pulso e outras partes do corpo e examinar a língua. A acupuntura tradicional envolve crer que uma "energia da vida" (qi) circula dentro do corpo em linhas chamadas meridianos. A chamada "acupuntura médica ocidental" é uma adaptação da acupuntura tradicional chinesa com menor foco na medicina tradicional chinesa. A acupuntura médica ocidental envolve usar acupuntura após um diagnóstico médico.
Na acupuntura tradicional, o acupunturista decide quais pontos serão tratados observando e questionando o paciente para fazer um diagnóstico. Na medicina tradicional chinesa, os quatro métodos diagnósticos são: inspeção, auscultação e olfatação, inquérito e apalpamento. A inspeção foca no rosto e, particularmente, na língua, incluindo análise do tamanho, formato, tensão, cor e revestimento da língua, e a ausência ou presença de marcas de dentes na borda da língua. Auscultação e olfatação envolvem procurar sons particulares como respiração ofegante, e observar o odor corporal. Inquérito envolve focar nos "sete inquéritos": calafrios e febre; perspiração; apetite, sede e sabor; defecação e urina; dor; sono; menstruação e leucorreia. O apalpamento foca em sentir o corpo em busca de pontos suaves a-shi e sentir o pulso.

### Agulhas
O mais comum mecanismo de estimulação dos pontos de acupuntura se baseia na perfuração da pele por finas agulhas de metal, que são manipuladas manualmente. As agulhas podem, ainda, ser estimuladas eletricamente (eletroacupuntura). Tipicamente, as agulhas de acupuntura são feitas de aço inoxidável, o que as torna flexíveis e impede que quebrem ou enferrujem. Usualmente, as agulhas são jogadas fora após o uso, para evitar contaminação. Para serem reusadas, as agulhas precisa passar por um processo de esterilização entre as aplicações. Em muitas regiões, somente são permitidas agulhas esterilizadas de uso único. As agulhas variam em comprimento entre 13 e 130 milímetros. As agulhas menores são usadas na região do rosto e dos olhos, e as agulhas maiores são usadas nas regiões de tecido mais grosso. O diâmetro das agulhas varia de 0,16 milímetros a 0,46 milímetros. As agulhas mais grossas são usadas em pacientes mais robustos. As agulhas mais finas podem ser flexíveis e requerir tubos para inserção. A ponta da agulha não deve ser muito afiada para não quebrar, embora agulhas cegas causem mais dor.:2-3
Além do usual formato filiforme, também existem agulhas de três gumes e as Nove Agulhas Antigas. Os acupunturistas japoneses usam agulhas extremamente finas que são usadas superficialmente, algumas vezes sem penetrar a pele, e que são envolvidas por um tubo-guia (uma invenção do século XVII adotada na China e no ocidente). A acupuntura coreana usa agulhas de cobre e tem um maior foco na mão.

### Técnica no uso das agulhas

#### Inserção
A pele é esterilizada e as agulhas são introduzidas, frequentemente com um tubo plástico guia. As agulhas podem ser manipuladas de várias maneiras, incluindo giro, estalido, ou movimento para cima e para baixo em relação à pele. Como a maior parte da dor é sentida nas camadas superficiais da pele, é recomendada uma inserção rápida da agulha. Frequentemente, as agulhas são estimuladas manualmente para causar uma sensação de dor localizada e enfadonha chamada de qi, ou ainda "aperto de agulha", uma sensação de puxão sentida pelo acupunturista e gerada por interação mecânica entre a agulha e a pele. A acupuntura pode ser dolorosa. O nível de habilidade do acupunturista pode influenciar em o quão dolorosa a acupuntura será. Um bom acupunturista pode enfiar as agulhas sem gerar dor alguma.

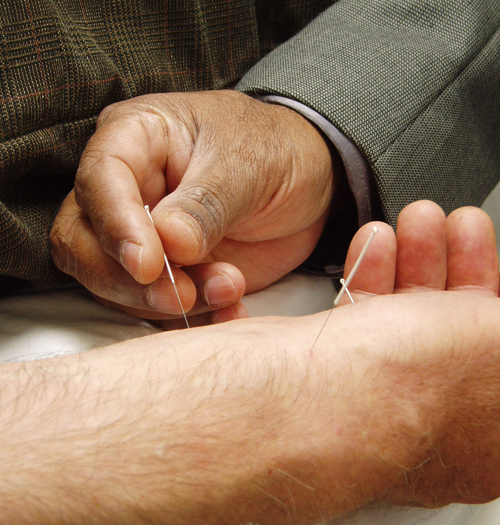
Inserção de agulhas no braço de um paciente.

Os acupontos propriamente ditos ficam sob a pele, não na superfície, e para que sejam estimulados devidamente e com segurança, as agulhas são introduzidas em diferentes graus de inclinação conforme o caso. Yintang, por exemplo, um acuponto localizado entre as sobrancelhas, deve ser punturado perpendicularmente em relação à pele no sentido do topo da cabeça para baixo, pinçando-se a pele levemente entre os dedos no momento da introdução da agulha; VB30, por outro lado, um ponto localizado em ambas as nádegas, deve ser punturado profundamente em ângulo de 90º.
O sentido das agulhas, o tempo e a forma de estimulação também podem variar conforme o tratamento específico. Condições de excesso (de chi ou de xué) são tratadas com estimulações menos vigorosas e pouco demoradas, ao passo que condições de vazio ou deficiência pedem manobras de entrada e retirada (não se retira totalmente a agulha, apenas se dá pequenos solavancos para cima e para baixo), fricção (na parte áspera da agulha), giros de um lado para outro ou mesmo pequenos petelecos na ponta exposta da agulha.
É costume também utilizar um "mandril" para inserir as agulhas. Trata-se de um pequeno tubo plástico descartável dentro do qual corre a agulha. A leve pressão da ponta do mandril sobre a pele ajuda a reduzir a dor da entrada, mas acupunturistas muito experientes muitas vezes optam por inserir a agulha em um movimento rápido à mão livre até a profundidade indicada, o que não é possível com o mandril (a diferença entre o comprimento do mandril e da agulha é o quanto se conseguirá inserir da agulha no primeiro movimento).

#### Sensaçãode qi
De-qi (Chinês: 得气; pinyin: dé qì; "chegada de qi") se refere a uma alegada sensação de torpor, distensão ou formigamento elétrico no local da agulha. Se essa sensação não ocorre, então se justifica dizendo que o acuponto não foi localizado corretamente, ou a agulha não foi inserida na profundidade correta, ou houve manipulação inadequada. Se o de-qi não é imediatamente sentido no local de inserção da agulha, várias técnicas de manipulação costumam ser empregadas para promovê-la, como arrancar, sacudir e tremer.
Uma vez que o de-qi é observado, técnicas podem ser utilizadas para "influenciar" o de-qi: por exemplo, através de certa manipulação, o de-qi pode, supostamente, ser transferido do local da agulha para locais mais distantes do corpo. Outras técnicas objetivam "tonificar"  (chinês: 补; pinyin: bǔ) ou "sedar"  (chinês: 泄; pinyin: xiè) o qi. As primeiras técnicas são usadas em padrões de deficiência, as últimas em padrões de excesso de energia. O de-qi é mais importante na acupuntura chinesa, enquanto os pacientes ocidentais e japoneses podem não considerá-lo uma parte necessária do tratamento.

### Práticas relacionadas
- do-in, uma forma não invasiva de trabalho corporal, usa pressão física aplicada aos acupontos por meio das mãos, dos cotovelos ou de outros instrumentos.[64]
- a acupuntura é, frequentemente, acompanhada de moxabustão, a queima de preparações cônicas de moxa (feitas a partir de várias espécies do gênero Artemisia secas) sobre ou próximo à pele, frequentemente porém nem sempre em acupontos ou próximo a eles. Tradicionalmente, a acupuntura é usada para tratar doenças agudas, enquanto a moxabustão é usada para tratar doenças crônicas. A moxabustão pode ser direta (o cone é colocado diretamente sobre a pele e permite-se que ele queime a pele, produzindo uma bolha e, eventualmente, uma cicatriz) ou indireta (o cone é colocado sobre uma fatia de alho, gengibre ou outro vegetal, ou um cilindro de moxa é mantido acima da pele, perto o bastante para aquecer ou queimar a pele).[24]:170-73
- ventosaterapia é uma antiga forma chinesa de medicina alternativa na qual é criada uma sucção local sobre a pele; os praticantes acreditam que isso mobiliza um curativo fluxo de sangue.
- eletroacupuntura é uma forma de acupuntura na qual as agulhas são ligadas a um aparelho que gera pulsos elétricos contínuos (isso já foi descrito como, essencialmente, estimulação nervosa elétrica transdermal TENS mascarada como acupuntura).[65]
- acupuntura de agulha de fogo é uma técnica que envolve a rápida inserção de agulhas aquecidas por fogo em partes do corpo.[66]
- sonopuntura é uma estimulação do corpo similar à acupuntura usando som ao invés de agulhas.[67] Isso pode ser feito usando transdutores que emitam ultrassom a uma profundidade de oito a seis centímetros em acupontos da pele.[68] Alternativamente, pode ser usado um diapasão ou outros aparelhos emissores de som.[69]
- injeção em acupontos é a injeção de várias substâncias (como remédios, vitaminas ou extratos herbais) nos acupontos.[70] Essa técnica combina acupuntura tradicional com a injeção de uma dose efetiva de um remédio aprovado, e seus defensores sustentam que ela é mais eficiente que qualquer tratamento isolado, especialmente para o tratamento de alguns tipos de dor crônica. Entretanto, um estudo de 2016 revelou que a maior parte dos trabalhos publicados sobre o tema era de pouco valor devido a problemas metodológicos, e que testes em escala mais ampla seriam necessários para chegar a conclusões mais precisas.[71]
- com base no conceito de microssistemas de acupuntura e sob os mesmos fundamentos da medicina tradicional chinesa que caracterizam a acupuntura, se desenvolveram técnicas explorando as possibilidades terapêuticas de regiões específicas do corpo como o pavilhão auricular (orelha) e as mãos. Dentre estas, a mais antiga e difundida é a auriculopuntura ou auriculoterapia, já registrada no Neijing (500-300 a.C.).[72] Tal técnica conta hoje com mais de uma escola: a chinesa clássica[73] e a francesa, tendo sido esta última fundada pelo neurocirurgião francês Paul Nogier em 1957.[74] Bem mais recente, o microssistema de acupuntura dos pontos das mãos – Korio Soo-Ji-Chim (Acupuntura de Mão, Coreana) foi desenvolvida apenas em 1975, por Tae Woo Yoo.[75] Os microssistemas são identificados seguindo a mesma lógica da reflexologia, ou seja, uma determinada área do corpo traz pontos reflexos de todo o corpo. Na auriculoterapia, por exemplo, visualiza-se um feto invertido sobre o pavilhão auricular para saber a que parte do corpo se refere cada região da orelha.[74] Não há evidência científica, no entanto, de que a auriculoterapia possa curar doenças.[76]
- a acupuntura do couro cabeludo, desenvolvida no Japão, é baseada em considerações reflexológicas do couro cabeludo.
- a acupuntura cosmética é o uso da acupuntura numa tentativa de reduzir as rugas do rosto.[77]
- a acupuntura de veneno de abelha é a injeção de veneno de abelha purificado e diluído nos acupontos.[78]

## Base conceitual

### Tradicional
A acupuntura é uma parte substancial da medicina tradicional chinesa. As crenças iniciais da acupuntura se baseavam em conceitos que são comuns na medicina tradicional chinesa, como uma energia da vida chamada qi.:11-12 Acreditava-se que o qi fluía dos órgãos primários do corpo (órgãos zang fu) para tecidos "superficiais" do corpo como pele, músculos, tendões, ossos e juntas através de canais chamados meridianos. Os acupontos se localizam, quase sempre, ao longo dos meridianos.:101 Os que não se localizam ao longo dos meridianos são chamados extraordinários, e aqueles que não têm localização específica são chamados pontos a-shi.:101
Colin A. Ronan, em sua "História ilustrada da ciência da Universidade de Cambridge", assinala o período histórico de surgimento/consolidação de algumas das ideias básicas da ciência chinesa que eventualmente levaram ao desenvolvimento da técnica da acupuntura, como a concepção de Yin / Yang (陰陽) no princípio do século IV a.C. e a teoria dos Cinco elementos Wu Xing (五行), entre 370 e 250 a.C. por Tsou Yen (Zou Yan), o membro mais destacado da Academia Chi-Hsia (Zhi-Xia) do príncipe Hsuan (Xuan).
Na medicina tradicional chinesa, a doença é, geralmente, percebida como uma desarmonia em energias como yin, yang, qi, xuĕ, zàng-fǔ e meridianos, e na interação entre o corpo e o ambiente.:77 A terapia se baseia em quais "padrões de desarmonia" podem ser identificados.:1 Por exemplo, acredita-se que algumas doenças são causadas quando meridianos são invadidos por excesso de frio, vento e umidade.:169-73 Visando a determinar qual é o padrão existente, os praticantes examinam itens como cor e formato da língua, a força relativa dos pontos de pulsação, o odor da respiração, a qualidade da respiração e o som da voz. A medicina tradicional chinesa não diferencia claramente causa e efeito dos sintomas.

### Suposta base científica
A pesquisa científica não provou a existência do qi, meridianos, yin ou yang.:72,107,387 Um editorial da revista Nature descreveu a medicina tradicional chinesa como "cheia de pseudociência", com a maioria de seus tratamentos não possuindo um mecanismo de ação lógico. O site Quackwatch afirma que "a teoria e prática da medicina tradicional chinesa não se baseiam no corpo de conhecimento relacionado a saúde, doença e cuidados médicos que foi amplamente aceito pela comunidade científica. Os praticantes de medicina tradicional chinesa discordam entre si sobre como diagnosticar pacientes e qual tratamento deve acompanhar cada diagnóstico. Mesmo que eles concordassem entre si, a teoria é tão nebulosa que nenhum estudo científico permitirá, à medicina tradicional chinesa, fornecer uma explicação racional".
Alguns praticantes modernos apoiam o uso de acupuntura para tratar dor, mas abandonaram o uso do qi, meridianos, yin, yang e outras energias místicas como estrutura explicativa. O uso do qi como uma estrutura explicativa tem decaído na China, embora tenha se tornado mais proeminente em discussões promovidas nos Estados Unidos. Discussões acadêmicas sobre acupuntura ainda fazem referência a conceitos pseudocientíficos como qi e meridianos apesar da falta de evidência científica. Muitos dentro da comunidade científica consideram que tentativas de racionalizar a acupuntura dentro da ciência são charlatanismo e pseudociência. Os acadêmicos Massimo Pigliucci e Maarten Boudry descrevem a acupuntura como "ciência da fronteira", no limite entre ciência e pseudociência.
Muitos acupunturistas atribuem o alívio da dor à liberação de endorfinas quando ocorre a penetração da agulha, mas não apoiam mais a ideia de que a acupuntura pode afetar uma doença. É uma crença comum dentro da comunidade acupunturista que os acupontos e os meridianos são condutores de energia elétrica, mas nenhuma pesquisa científica estabeleceu estrutura anatômica ou função para os acupontos ou meridianos. Testes em humanos para determinar se a continuidade elétrica era significativamente diferente perto dos meridianos em relação ao resto do corpo foram inconclusivos.
Alguns estudos sugerem que a acupuntura causa uma série de eventos dentro do sistema nervoso central, e que é possível inibir os efeitos analgésicos da acupuntura com o antagonista opioide naloxona. A deformação mecânica da pele pelas agulhas da acupuntura aparentemente libera adenosina. O efeito antinociceptivo da acupuntura pode ser mediado pelo receptor de adenosina A1.

## Pseudociência
A teoria e a prática da MTC, um tipo de medicina alternativa, não são baseadas em conhecimentos científicos. Por isso, a acupuntura tem sido descrita como um tipo de pseudociência.
Os poucos artigos científicos com revisão por pares defendendo que há dados empíricos no uso desta terapia sofrem de muitas críticas e suspeitas no meio científico, tanto pela má elaboração dos testes duplo-cego quanto pelas avaliações estatísticas mal feitas. A ciência se baseia em avaliações replicáveis de estudos publicados em revistas especializadas com boa revisão de pares e fortes dados empíricos para sustentar uma terapia médica. Já a acupuntura se baseia em tradicionalismo, uma falácia conhecida como Apelo à Tradição, e em crenças mágicas, como manipulação do chi (ou qi) para equilibrar as forças opostas yin e yang ('chi seria uma suposta "energia" nunca comprovada cientificamente).
As conclusões dos inúmeros estudos e revisões sistemáticas da acupuntura são inconsistentes, sugerindo que ela não é eficaz. Uma análise das revisões da Cochrane concluiu que a acupuntura não é efetiva para uma grande gama de condições. Uma revisão sistemática realizada por cientistas médicos nas Universidades de Exeter e Plymouth encontrou pouca evidência da efetividade da acupuntura no tratamento da dor. No geral, a evidência sugere que o tratamento a curto prazo com acupuntura não produz benefícios de longo prazo. Algumas pesquisas sugerem que a acupuntura pode aliviar certos tipos de dor, no entanto a maioria das pesquisas sugere que os efeitos aparentes da acupuntura não são provocados pelo tratamento em si. Uma revisão sistemática concluiu que o efeito analgésico da acupuntura parecia não possuir relevância clínica e não era possível ser claramente distinguido de um viés. Uma metanálise concluiu que acupuntura poderia ser um tratamento com bom custo-benefício para a lombalgia crônica complementando o tratamento tradicional, enquanto que outra revisão sistemática concluiu que a evidência é insuficiente para a acupuntura para o tratamento desta condição.
Entre 8 e 9 de novembro de 2007, a Sociedade para Pesquisa em Acupuntura (SAR - Society for Acupuncture Research) organizou uma conferência internacional para marcar o décimo aniversário da histórica Conferência de Desenvolvimento de Consenso do NIH (Institutos Nacionais de Saúde) sobre Acupuntura envolvendo mais de 300 pesquisadores de cerca de 20 países na Escola de Medicina da Universidade de Maryland, em Baltimore. Uma das conclusões do relatório final da conferência foi a constatação de que, embora a pesquisa básica sobre a acupuntura tenha feito progressos consideráveis nos últimos 10 anos, ainda não se dispõe de um quadro claro de como funciona a acupuntura. O que pode ser atribuído em parte a uma simplificação de modelos mecanicistas em função de sua aplicação a situações específicas (por exemplo, obter efeitos analgésicos imediatos). Além do que o termo "acupuntura" é usado por algumas pessoas para descrever uma gama de variedade de procedimentos realizados, alguns sequer envolvendo agulhas. Enfatizou que esses modelos mecanicistas não são mutuamente exclusivos, e que possivelmente a expansão da pesquisa e talvez a fusão de tais modelos levarão potencialmente a uma compreensão incremental dos efeitos com maior poder explicativo, tais como a estimulação elétrica e manual com agulhas de acupuntura, que está solidamente respaldada na fisiologia.

## História da acupuntura

### Origens
A acupuntura, assim como a moxa, é uma das mais antigas práticas da MTC. A maioria dos historiadores acredita que a prática teve início na China, embora haja algumas narrativas conflitantes quanto à época em que se originou. Os pesquisadores David Ramey e Paul Buell afirmaram que a data exata da criação da acupuntura depende de o quanto se confia na datação dos textos antigos e da interpretação de o que constitui acupuntura.
De acordo com um artigo da revista Reumatologia, a primeira documentação de um "sistema organizado de diagnóstico e tratamento" para acupuntura está no "Clássico Interno de Huang Di" (Huangdi Neijing), escrito por volta do ano 100. Agulhas de ouro e prata encontradas no túmulo de Liu Sheng, aproximadamente do ano 100 a.C., são, provavelmente, a mais antiga evidência arqueológica da acupuntura, embora não esteja claro qual era seu propósito. De acordo com Plinio Prioreschi, o mais antigo registro histórico conhecido da acupuntura é o livro Registros do Historiador, escrito por volta do ano 100 a.C. Acredita-se que o texto descreve práticas habituais da época.

#### Teorias alternativas
O corpo mumificado de Ötzi, com 5 000 anos de idade, foi encontrado com quinze grupos de tatuagens, muitas das quais eram localizadas em pontos do corpo onde agulhas de acupuntura são usadas para problemas abdominais ou na região lombar. Evidências do corpo sugerem que Ötzi sofria desses problemas. Isto foi citado como evidência de que práticas similares à acupuntura podem ter sido praticadas em outros pontos da Eurásia durante o período inicial da Idade do Bronze; entretanto, o Manual Oxford de História da Medicina chama essa teoria de "especulativa". Considera-se pouco provável que a acupuntura tenha sido praticada antes de 2000 a.C.
A acupuntura pode ter sido praticada durante o período Neolítico, perto do fim da Idade da Pedra, usando pedras afiadas chamadas de bian shi.:70 Muitos textos chineses de períodos posteriores se referem a pedras afiadas chamadas plen, o que significa "sonda de pedra", que podem ter sido usadas para acupuntura.:70 O antigo texto médico chinês Huangdi Neijing indica que, na época, acreditava-se que pedras afiadas, colocadas na superfície da pele ou a curta distância desta, curavam doenças.:71 No entanto, é mais provável que as pedras fossem usadas para outros propósitos médicos, como furar um tumor para extrair o pus. Os textos de Mawangdui, que acredita-se terem sido escritos no século II a.C., mencionam o uso de pedras pontudas para abrir abscessos, e para moxabustão, mas não para acupuntura. Também se especula que essas pedras podem ter sido usadas para sangria, devido à antiga crença chinesa de que as doenças eram causadas por demônios dentro do corpo que podiam ser mortos ou liberados.:42 Supõe-se que a sangria pode ter sido uma precursora da acupuntura.
De acordo com os historiadores Lu Gwei-djen e Joseph Needham, existe evidência substancial de que a acupuntura pode ter começado por volta de 600 a.C. Alguns hieróglifos e pictogramas desse período sugerem que a acupuntura e a moxabustão eram praticadas. Entretanto, os historiadores Lu e Needham disseram que dificilmente poderia ser fabricada uma agulha com os materiais disponíveis na China da época.:71-72 É possível que o bronze tivesse sido empregado na confecção das primeiras agulhas de acupuntura. Estanho, cobre, ouro e prata também são possibilidades, embora menos prováveis, ou que talvez tenham sido usados em menor número de casos.:69 Se a acupuntura foi praticada durante a Dinastia Shang (1766-1122 a.C.), materiais orgânicos como espinhos, ossos afiados ou bambu podem ter sido usados.:70 A partir do momento em que foi descoberto o método de fabricação do aço, este passou a substituir os demais materiais, pois permitia a confecção de agulhas finas porém robustas.:74 Lu e Needham notaram que todos os materiais antigos que podem ter sido usados para acupuntura e que frequentemente produzem restos arqueológicos, como ossos afiados, bambu e pedras, também eram usados para outros propósitos. Um artigo da revista Reumatologia disse que a ausência de qualquer menção à acupuntura em documentos encontrados na tumba de Mawangdui de 198 a.C. sugere que a acupuntura não era praticada nessa época.

#### Sistemas de crença
Vários diferentes e algumas vezes conflitantes sistemas de crença sobre a a acupuntura emergiram. Isto pode ter sido o resultado de escolas concorrentes de pensamento. Alguns antigos textos se referem ao uso de acupuntura para sangrar, enquanto outros misturam as ideias de sangria e energia espiritual ch'i. Ao longo do tempo, o foco migrou do sangue para o conceito de perfurar pontos específicos do corpo, e eventualmente também para o balanço das energias yin-yang. De acordo com David Ramey, nenhum único "método ou teoria" foi, alguma vez, adotado como padrão. Na época, o conhecimento científico de medicina ainda não havia sido desenvolvido, especialmente porque, na China, a dissecção dos mortos era proibida, o que impediu o desenvolvimento do conhecimento anatômico básico.
Não se sabe ao certo quando foram introduzidos os pontos específicos de acupuntura, mas a autobiografia de Bian Que, escrita por volta de 500-400 a.C., se refere à inserção de agulhas em pontos específicos. Bian Que acreditava que havia um ponto único de acupuntura no topo do crânio que ele chamou de ponto "dos cem encontros".:83 Textos datados de 156–186 a.C. documentam crenças iniciais em canais de energia da vida chamados meridianos que, posteriormente, seriam elementos das crenças iniciais de acupuntura.
Ramey e Buell disseram que os "fundamentos práticos e teóricos" da acupuntura moderna foram introduzidos no "Clássico do Imperador Amarelo" (Huangdi Neijing) por volta do ano 100 a.C. Ele introduziu o conceito de usar a acupuntura para manipular o fluxo de energia da vida (qi) numa rede de meridianos (canais) no corpo. O conceito de rede foi construído a partir da reunião dos acupontos. Alguns dos acupontos usados atualmente pelos acupunturistas ainda possuem os mesmos nomes usados no Clássico do Imperador Amarelo.:93 Numerosos documentos adicionais foram publicados ao longo dos séculos, introduzindo novos acupontos.:101> Por volta do século IV, a maioria dos pontos de acupuntura usados hoje já havia sido nomeada e identificada.:101

#### Desenvolvimento inicial na China

##### Estabelecimento e crescimento
Na primeira metade do século I, os acupunturistas começaram a promover a crença de que a efetividade da acupuntura era influenciada pela hora do dia ou da noite, o ciclo lunar e a estação do ano.:140-141 A ciência dos ciclos de yin-yang (Yün Chhi Hsüeh) era um conjunto de crenças que afirmava que a cura das doenças se baseava no alinhamento das energias do Céu (tian) e da Terra (di), que estavam sintonizadas com ciclos como o do Sol e o da Lua.:140-141 Havia vários sistemas de crença que se baseavam em corpos ou elementos do Céu e da Terra que orbitavam e se alinhavam apenas em certos momentos.:140-141 De acordo com Needham e Lu, essas "predições arbitrárias" eram retratadas pelos acupunturistas em gráficos complexos e através de uma terminologia especial.
As agulhas de acupuntura usadas nesse período eram muito mais grossas que as atuais e, frequentemente, causavam infecção. A infecção é causada por falta de esterilização, mas, nessa época, se acreditava que ela era causada por uma agulha errônea, ou pela sua inserção em um ponto equivocado, ou num momento inapropriado.:102-103 Posteriormente, as agulhas passaram a ser aquecidas em água fervente ou em uma chama. Algumas vezes, as agulhas eram usadas ainda quentes, cauterizando o local.:104 Nove agulhas eram recomendadas no Chen Chiu Ta Chheng, de 1601, talvez porque uma antiga crença chinesa considerava que o nove era um número mágico.:102-103
Outros sistemas de crença eram baseados na ideia de que o corpo humano operava num ritmo, e de que a acupuntura devia inserir as agulhas no ponto exato do ritmo.:140-141 Em alguns casos, uma falta de equilíbrio entre yin-yang era tida como a causa da doença.:140-141
No século I, muitos dos primeiros livros sobre acupuntura foram publicados, e famosos acupunturistas começaram a surgir. O Zhen Jiu Jia Yi Jing, que foi publicado em meados do século III, se tornou o mais antigo livro de acupuntura que existe até hoje. Outros livros, como o Yu Kuei Chen Ching, escrito pelo diretor de serviços médicos da China, também foram influentes nesse período, mas não foram preservados. Em meados do século VII, Sun Simiao publicou diagramas relacionados a acupuntura que estabeleciam métodos padrões para localizar acupontos em pessoas de diferente tamanho, e categorizou os acupontos numa série de módulos.
A acupuntura se tornou mais estabelecida na China conforme os avanços na impressão levaram à publicação de mais livros de acupuntura. O serviço médico imperial e a faculdade médica imperial, que apoiavam a acupuntura, se tornaram mais estabelecidas e criaram faculdades de medicina em todas as províncias.:129 A população também foi exposta a histórias sobre figuras reais que eram curadas de suas doenças por acupunturistas famosos.:129-35 Na época em que foi publicado "O grande compêndio de acupuntura e moxabustão", durante a dinastia Ming (1368–1644), a maior parte das práticas de acupuntura em uso atualmente já havia sido criada.

##### Declínio
No final da dinastia Song (1279), a acupuntura havia perdido muito de sua reputação na China. Ela se tornou mais rara nos séculos seguintes, e passou a ser associada a profissões de menor prestígio como alquimia, xamanismo, obstetrícia e moxabustão. Adicionalmente, no século XVIII, a racionalidade científica se tornou mais popular que as crenças supersticiosas tradicionais. Por volta de 1757, um livro documentando a história da medicina chinesa chamou a acupuntura de uma "arte perdida".:160 Seu declínio foi atribuído em parte à popularidade de prescrições e medicamentos, assim como à sua associação com camadas mais baixas da população.
Em 1822, o imperador chinês assinou um decreto excluindo a prática da acupuntura do Instituto Médico Imperial. Ele disse que a acupuntura era inapropriada para cavalheiros e acadêmicos. Na China, a acupuntura se tornou crescentemente associada a praticantes iletrados e pertencentes às camadas mais baixas da população. Ela foi restaurada temporariamente, mas foi banida novamente em 1929 em favor da medicina ocidental, baseada na ciência. Embora a acupuntura tenha declinado na China nesse período, ela ganhou popularidade em outros países.

### Expansão internacional
Acredita-se que a Coreia foi o primeiro país na Ásia em que a acupuntura se expandiu fora da China. Na Coreia, existe uma lenda dizendo que a acupuntura foi inventada pelo imperador Dangun, embora seja mais provável que ela tenha sido introduzida na Coreia a partir de uma prefeitura colonial chinesa no ano 514.:262-63 A acupuntura era comum na Coreia por volta do século VI. Ela se expandiu para o Vietnã nos séculos VIII e IX. Conforme o Vietnã começou a comerciar com o Japão e a China por volta do século IX, ela também começou a ser influenciada no campo da acupuntura. China e Coreia enviaram "médicos missionários" que introduziram a medicina tradicional chinesa no Japão, começando por volta de 219. Em 553, muitos cidadãos coreanos e chineses foram indicados para reorganizar o ensino médico no Japão, e eles incorporaram a acupuntura como parte do sistema.:264 Posteriormente, o Japão enviou estudantes de volta à China e estabeleceu a acupuntura como uma das cinco divisões do Sistema de Administração Médica do Estado Chinês.:264-65
A acupuntura começou a se expandir na Europa na segunda metade do século XVII. Nessa época, o cirurgião-geral da Companhia Holandesa das Índias Orientais encontrou praticantes chineses e japoneses de acupuntura e, posteriormente, encorajou europeus a investigar a prática.:264-65 Ele publicou a primeira descrição profunda da acupuntura para um público europeu, e criou o termo "acupuntura" em seu livro de 1683 De Acupunctura.:42 A França foi um dos primeiros países ocidentais a adotar a acupuntura, devido à influência dos missionários jesuítas, que trouxeram a prática às clínicas francesas no século XVI. O médico francês Louis Berlioz (o pai do compositor Hector Berlioz) usualmente recebe o crédito de ter sido o primeiro a praticar acupuntura na Europa, em 1810, antes de publicar suas descobertas em 1816.
Por volta do século XIX, a acupuntura já era comum em muitas regiões do mundo.:295 Estadunidenses e britânicos começaram a mostrar interesse na acupuntura no começo do século XIX, embora esse interesse tenha minguado em meados desse século. Os praticantes ocidentais abandonaram as crenças tradicionais da acupuntura em energia espiritual, diagnóstico do pulso, ciclos do sol e da lua e ritmo do corpo. Diagramas do fluxo de energia espiritual, por exemplo, conflitavam com os diagramas de anatomia do ocidente. Os praticantes ocidentais adotaram novas ideias, baseadas em espetar agulhas nos nervos. Na Europa, especulou-se que a acupuntura permitia ou prevenia o fluxo de eletricidade no corpo, como quando um pulso elétrico estremecia a perna de um sapo morto.:42
Eventualmente, o ocidente criou um sistema de crença baseado nos pontos desencadeantes de Travell, que se acreditava que inibiam a dor. Eles se localizam coincidentemente com os acupontos chineses, mas possuíam uma nomenclatura diferente. O primeiro tratado ocidental elaborado sobre acupuntura foi publicado em 1683 por Willem ten Rhijne.

#### Atualmente
Na China, a popularidade da acupuntura teve um novo salto em 1949 quando Mao Tsé-Tung assumiu o poder e buscou unificar a China em torno de seus valores culturais tradicionais. Também foi nessa época que muitas práticas orientais foram unificadas sob a denominação "medicina tradicional chinesa".
Novas práticas foram adotadas no século XX, como usar um cacho de agulhas,:164 agulhas eletrificadas ou deixar agulhas inseridas por um período de até uma semana.:164 Foi dada grande ênfase à acupuntura na região da orelha.:164  Organizações de pesquisa em acupuntura, como a Sociedade Internacional de Acupuntura, foram fundadas nas décadas de 1940 e 1950, e os serviços de acupuntura se tornaram disponíveis em modernos hospitais. A China, onde se acredita que a acupuntura teve origem, foi crescentemente influenciada pela medicina ocidental. Enquanto isso, a acupuntura cresceu em popularidade nos Estados Unidos. O Congresso dos Estados Unidos criou o Escritório de Medicina Alternativa em 1992 e os Institutos Nacionais da Saúde apoiaram a acupuntura para alguns tratamentos em novembro de 1997. Em 1999, foi criado o Centro Nacional para Saúde Complementar e Integrativa, dentro da estrutura dos Institutos Nacionais da Saúde. A acupuntura se tornou a mais popular medicina alternativa nos Estados Unidos.
Políticos do Partido Comunista da China disseram que a acupuntura era supersticiosa e conflitiva com o compromisso do partido com a ciência. Posteriormente, o presidente do partido, Mao Tsé-Tung, reviu essa posição, defendendo que a prática se baseava em princípios científicos.
Em 1971, o repórter do jornal The New York Times James Reston publicou um artigo sobre suas experiências com a acupuntura na China, o que levou a mais investigação e apoio à acupuntura. O presidente dos Estados Unidos Richard Nixon visitou a China em 1972. Durante uma parte da visita, foi apresentado, à delegação, um paciente que estava sendo operado. O paciente estava plenamente desperto, recebendo acupuntura em vez de anestesia. Posteriormente, foi descoberto que os pacientes selecionados para a operação possuíam alto grau de tolerância à dor e receberam doutrinação antes da operação: esses casos de demonstração também receberam, frequentemente e de modo sorrateiro, morfina através de terapia intravenosa, a qual, alegadamente, possuiria apenas fluidos e nutrientes. Posteriormente, foi descoberto que um paciente que sofrera cirurgia de coração aberto em estado desperto recebera três potentes sedativos assim como grandes injeções de anestésico local na ferida. Depois que os Institutos Nacionais da Saúde declararam apoio à acupuntura em alguns casos, a prática se disseminou mais amplamente nos Estados Unidos. Em 1972, o primeiro centro legal de acupuntura nos Estados Unidos começou a operar em Washington, D.C. Em 1973, o Serviço de Receita Interna dos Estados Unidos permitiu, à acupuntura, ser deduzida como despesa médica.
Em 2006, o documentário da BBC "Medicina alternativa" filmou um paciente que sofria cirurgia de coração aberto utilizando, alegadamente, acupuntura no lugar de anestesia. Posteriormente, foi revelado que o paciente havia recebido um coquetel de anestésicos.
Em 2010, a Organização das Nações Unidas para a Educação, a Ciência e a Cultura inscreveu "a acupuntura e a moxabustão da medicina tradicional chinesa" nas Listas do Património Cultural Imaterial da Humanidade, seguindo a indicação da China.

#### Acupuntura no Brasil
A acupuntura chegou ao Brasil em 1908 pelas mãos dos imigrantes japoneses, todavia permaneceu em âmbito familiar e local (nas colônias japonesas) até meados da década de 1980.[carece de fontes?] Em 1972, o Conselho Federal de Medicina - CFM chegou a estabelecer normativamente que a acupuntura não era considerada especialidade médica.
À medida que ganhou usuários, a acupuntura passou a ter sua eficácia reconhecida pela opinião pública em geral e por diversos conselhos profissionais da área de saúde, sendo o primeiro deles o Conselho Federal de Fisioterapia e Terapias Ocupacionais, em 1985. Em 1995 o Conselho Federal de Medicina estabeleceu a acupuntura como especialidade médica, e apenas em 2003 revogou a resolução que afirmava que esta não era especialidade médica, com a Resolução CFM nº 1666.
Apesar de a acupuntura estar largamente difundida no Brasil e contar com a credibilidade de outros profissionais de saúde e cidadãos de diferentes níveis socioeconômicos, a profissão de acupunturista ainda não foi regulamentada (atualmente, tramita, no Congresso Nacional, o Projeto de Lei n.1549/2003), sendo, portanto, de livre exercício. Por outro lado, ela já existe na Classificação Brasileira de Ocupações - CBO em quatro distintas modalidades (acupunturista, fisioterapeuta acupunturista, médico acupunturista e psicólogo acupunturista), sendo protegida por sindicatos registrados no Ministério do Trabalho, como o Sindicato dos Profissionais de Acupuntura e Terapias Afins do Estado do Rio de Janeiro - SINDACTA, o SATOSP e o SATOPAR.
No que tange ao ensino de acupuntura, até fins de 2012 apenas uma universidade registrada no Ministério da Educação e Cultura oferecia curso de graduação em acupuntura (em dois campi) e um pequeno grupo de instituições reconhecidas pelas Secretarias Estaduais de Educação oferecia cursos técnicos de acupuntura e cursos de especialização em acupuntura (dentre outros).

## O uso da acupuntura em outros campos da área de saúde

### Acupuntura e fisioterapia/terapia ocupacional
A aplicação da acupuntura mais conhecida pelos usuários diz respeito a tratamentos em condições de dor e dificuldades motoras. O Conselho de Fisioterapia e Terapia Ocupacional - COFFITO foi o primeiro do Brasil a reconhecer o uso da acupuntura por seus afiliados, mediante a publicação da Resolução nº60, de 22 de junho de 1985, que estabelece que o fisioterapeuta/terapeuta ocupacional pode aplicar a acupuntura complementarmente no exercício de suas atividades profissionais, desde que devidamente diplomado. Mais recentemente, em 2011, o COFFITO disciplinou a especialidade em acupuntura para fisioterapeutas e terapeutas ocupacionais mediante as resoluções de nº 393 e 405, respectivamente.

### Acupuntura e medicina
Buscando adequar a prática milenar chinesa da acupuntura à lógica científica da medicina ocidental, surgiu a acupuntura médica, cuja tese fundamental é a de que o sistema nervoso pode ser estimulado a partir dos acupontos gerando respostas positivas no tratamento de diversas patologias.

### Acupuntura e odontologia
A acupuntura é utilizada em tratamentos dentários principalmente como alternativa à analgesia farmacológica em procedimentos dolorosos. Apesar de a analgesia por acupuntura, com ou sem estímulo elétrico (eletroacupuntura), levar mais tempo para fazer efeito que os métodos convencionais, ela não apresenta os efeitos colaterais típicos dos analgésicos. Tem também a grande vantagem de poder ser utilizada em pessoas alérgicas. Via de regra, a recuperação da sensibilidade, após a retirada das agulhas, também é mais rápida que a da alternativa farmacológica.

### Acupuntura e psicologia
Área da acupuntura voltada ao tratamento de transtornos psicológicos e bem-estar emocional. No Brasil, a resolução do Conselho Federal de Psicologia nº 05/2002 reconhece a acupuntura como prática alternativa ao trabalho do psicoterapeuta e permite, ao psicólogo, utilizar a acupuntura desde que seguindo as especificações técnicas e éticas adequadas. Todavia, o tratamento de tais distúrbios já era previsto nos clássicos da acupuntura, conhecido por exemplo nas síndromes dian kuang (permanecer calmo e agitar-se de modo selvagem, respectivamente) semelhantes à depressão e/ou mania. Importante também salientar como a acupuntura é utilizada para tratar os desequilíbrio dos sentimentos de medo, raiva, euforia, preocupação e tristeza relativos aos cinco elementos da Medicina Tradicional Chinesa, tangenciando uma série de patologias psicológicas.

### Acupuntura veterinária
Acupuntura veterinária é a prática da realização de acupuntura em animais.. Alguns estudos relatam que, apesar da obtenção de efeitos biológicos específicos associados à acupuntura (inclusive parâmetros de atividade bioelétrica cerebral e controle da dor) na pesquisa com animais, a extensão dos resultados obtidos com modelos animais para a condição humana não é clara, sendo, ainda, necessária pesquisa adicional para elucidar os possíveis mecanismos biológicos subjacentes, mais especificamente na analgesia, o que poderia levar a uma melhor compreensão e tratamento da dor. Além do que maior parte da pesquisa da acupuntura experimental (especialmente quanto aos mecanismos das reações de estresse e dor) não pode ser exatamente transposta para condições clínicas.
Estudos clínicos de qualidade sobre a eficácia da acupuntura veterinária apresentam consistentemente resultados negativos.